# Drosophyllum lusitanicum
Drosophyllum lusitanicum, vulgarmente conhecido como pinheiro-baboso ,é uma espécie de planta carnívora da família das Drosofiláceas e pertencente ao tipo fisionómico das caméfitas.
O pinheiro-baboso é uma planta popular entre colecionadores, uma vez que é o único representante das Drosofiláceas. Também é significativamente diferente das outras plantas carnívoras, na medida em que habita em climas mais secos.

## Nomes comuns
Além de «pinheiro-baboso», esta espécie dá ainda pelos seguintes nomes comuns: pinheiro-orvalhado  e erva-pinheira-orvalhada.

## Distribuição
Encontra-se apenas em Portugal, onde por sinal apresenta maior e mais significativa expressão, no sudoeste de Espanha e no norte de Marrocos.
Em Espanha encontra-se nas províncias de Ciudad Real, Cádiz, Málaga, Cáceres, Badajoz e Ceuta.

### Portugal
Trata-se de uma espécie presente no território português, nomeadamente em Portugal Continental. Designadamente, no que toca a Portugal Continental, encontra-se presente em todas as zonas do litoral e ainda nalgumas zonas interiores como o Noroeste montanhoso, o Leste Montanhoso, o Centro-Leste de Campina, o Sudeste setentrional e o Sudeste meridional.

#### Ecologia
Trata-se de uma espécie estritamente calcífuga. Medra em matagais; ermos sáfaros; nas clareiras de matos acidofólios, mormente os de urze; em pinhais e bosques de espécies perenifólias. Distribui-se por pequenos núcleos maioritariamente isolados entre si.
Geralmente, tende a privilegiar os locais secos, com solos de substractos silíceos, onde predominem cascalhos ou xistos.

## Protecção
Trata-se de uma espécie protegida, constando da Lista Vermelha da Flora Vascular de Portugal Continental, sob a categoria de espécie vulnerável.
Aplica-se-lhe esta categoria (vulnerável) porquanto se estima que a população nacional não ultrapasse os 2.500 indivíduos, o que por seu turno assinala um declínio populacional continuado, sendo que o número de indivíduos maduros estimado em cada subpopulação conhecida não ultrapassa os 1000 espécimes.
Verifica-se também um declínio acentuado e constante da área e da qualidade dos seus habitats, por causa da expansão urbana e da exploração silvícola dos eucalipto, designadamente a Sudoeste, onde se encontram as maiores concentração dos núcleos populacionais dos pinheiros-babosos.
À guisa de medidas de conservação, os autores do ICNF propõem a criação de micro-reservas de âmbito privado ou local, bem como o condicionamento da expansão da área dos eucaliptais nas zonas de ocorrência do pinheiro-baboso.

## Cultivo
Infelizmente, esta planta tem uma má reputação de ser difícil crescer e manter. O principal problema é que os métodos de cultivo utilizados para outras plantas carnívoras, originárias de pântanos, são letais para o pinheiro-baboso. Os desafios específicos com o cultivo do pinheiro-baboso incluem: sementes de germinação lenta, perturbação da raiz é frequentemente mortal e as plantas são propensas à podridão radicular.